# Adelfia
Adelfia este o comună din provincia Bari, regiunea Puglia, Italia, cu o populație de 16.494 locuitori (1 ianuarie 2023) și o suprafață de 29,81 km².

## Demografie
Adelfia - evoluția demografică

|  | Graficele sunt indisponibile din cauza unor probleme tehnice. Mai multe informații se găsesc la Phabricator și la wiki-ul MediaWiki. |

Date: Recensăminte sau birourile de statistică - grafică realizată de Wikipedia